# Győrsziget
Sziget (Győrsziget) Győr városrésze. 
A belvárosi Bécsi kapu térről közelíthető meg a Rába kettős hídján keresztül. A Rába és a Rábca torkolata által közrezárt terület régebben kanyargós utcájú, szabálytalan alaprajzú rész volt. Itt termelték ki a győri vár építéséhez szükséges agyagot, amelyből téglát égettek. Az elmúlt évtizedekben nagy átalakulásokon ment át a terület. Komfortos, kertes családi házakból álló negyed épült ki. A feltöltött Rábca medre helyén ma a Bercsényi liget található. E városrészben működött a Győri Növényolajipari Vállalat, a Győri Tejipar valamint a Győri Keksz- és Ostyagyár, amely külföldi kézbe került.
Sziget műemlékei:
a Simor János püspök terén található római katolikus templom és a Mária-festménnyel díszített kőkeretes kapujú, copf stílusú lakóház 1790-ből.